# Theo Bogaerts
Theoduul Leopold Antoon (Theo) Bogaerts (Sint-Niklaas, 26 de abril de 1893 - Bruselas, 21 de junio de 1971) fue un escritor y periodista belga adscrito a los géneros de la ciencia ficción y fantasía. Además de una serie de historias de viajes y dibujos periodísticos, publicó también varias novelas. Su novela Het oog op den heuvel —en español: El ojo en la colina— fue ilustrado por Albert Droesbeke. Fue amigo del pintor belga Albert Servaes.

## Obras
- De schalmeiende dood (1926).
- Brusselsche krabbels (1927).
- Het oog op de heuvel (1928).
- De Bayadère (1929).
- De bonte waereld (1931).
- Oceania (1936).
- De vluchteling en de dood (1942).
- Ik ging eens naar New York (1942).
- Ibolya (1943).
- Mazoerka (1932).